# Licorne dans l'art

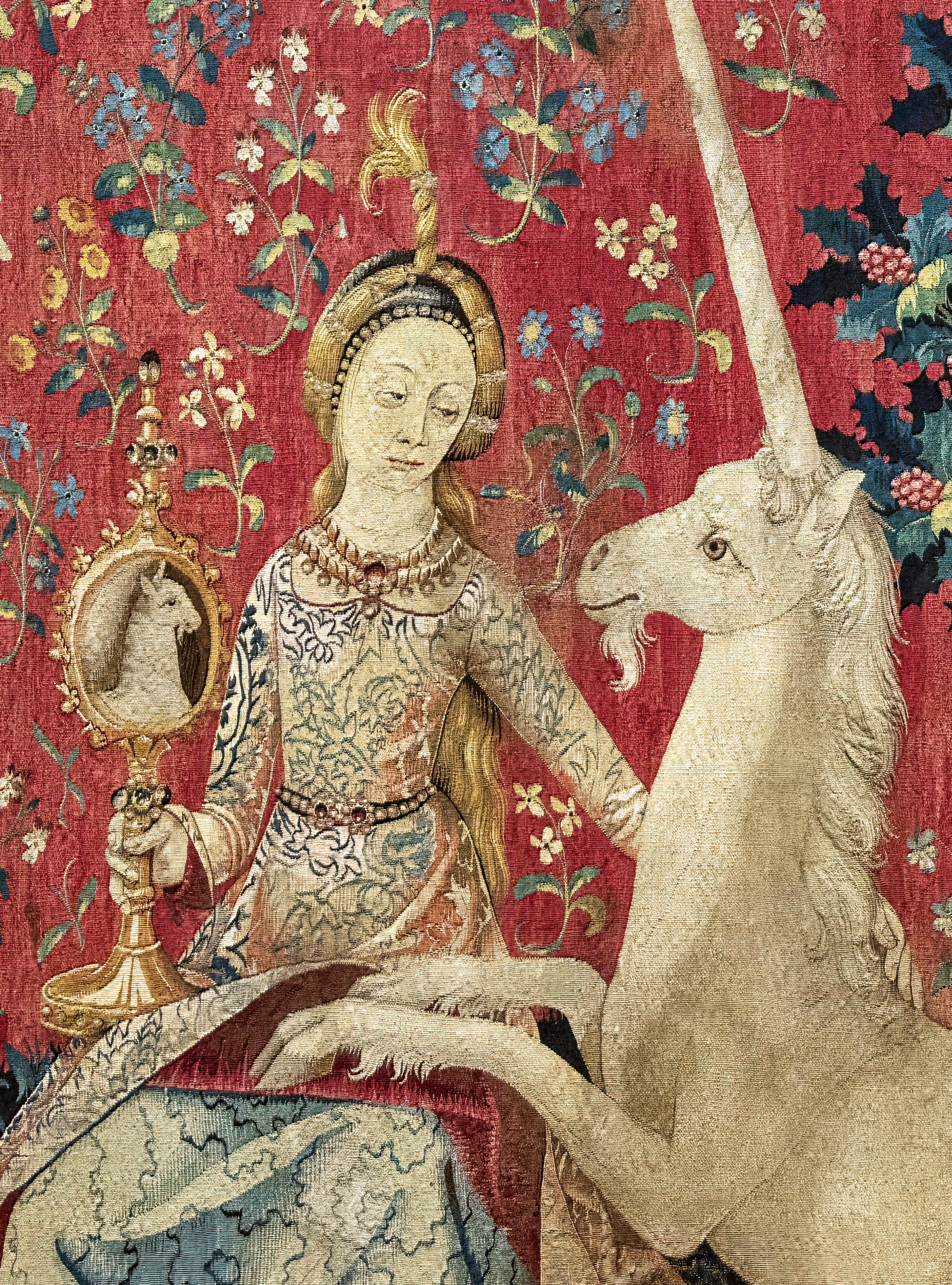
La Dame à la licorne, détail de la tapisserie de la vue.

La licorne est, dans l'art, un sujet relativement fréquent depuis le Moyen Âge. Figurée nue le plus souvent, elle est peu à peu représentée tirant des chars, mais rarement montée, sans doute car une telle représentation ne correspondrait pas à sa symbolique.

## Histoire de l'art

### Moyen Âge
Les auteurs grecs et romains de l'Antiquité n’ont pas représenté la créature qu'ils nomment monocéros, source d'inspiration des bestiaires médiévaux. La licorne acquiert un symbolisme chrétien au Moyen Âge. Ces interprétations justifient sa présence dans toutes sortes d'œuvres religieuses, bien qu'elle soit issue d'ouvrages gréco-romains et donc païens, à l'origine.
Léonard de Vinci représente la licorne dans ses croquis.

### Renaissance

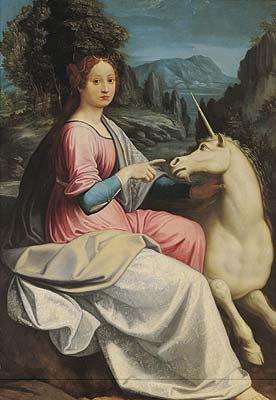
Giulia Farnese par Luca Longhi, 1507.

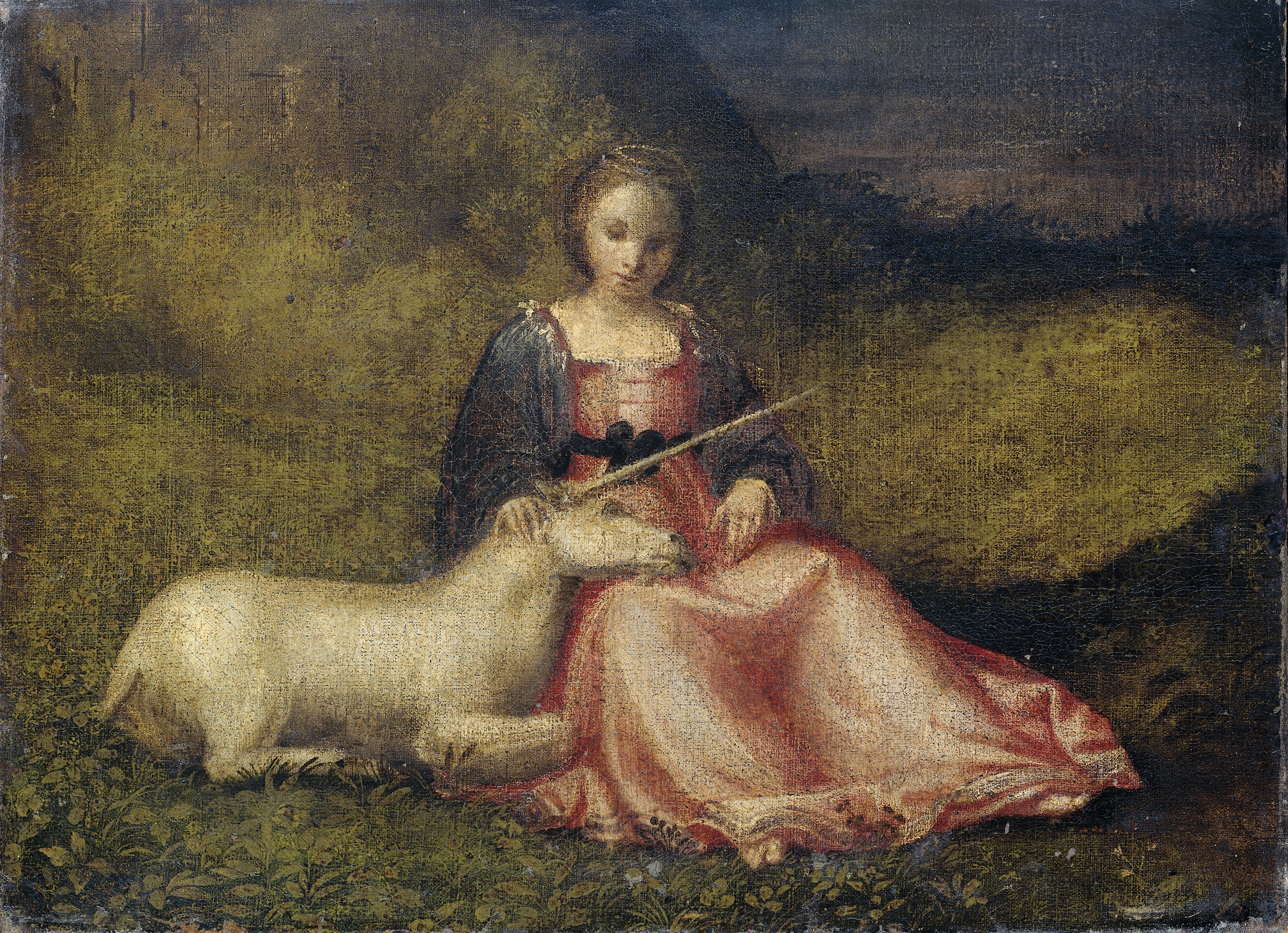
Peinture à l'huile vénitienne anonyme, vers 1510.

## Thèmes

### Chasse et capture
Liée à la virginité des jeunes filles, la « capture de la licorne » semble issue de la culture de l’amour courtois. Des centaines, voire des milliers de miniatures présentent la même mise en scène inspirée du Physiologos : la bête est séduite par une vierge traitresse, un chasseur survient pour lui transpercer le flanc avec une lance.

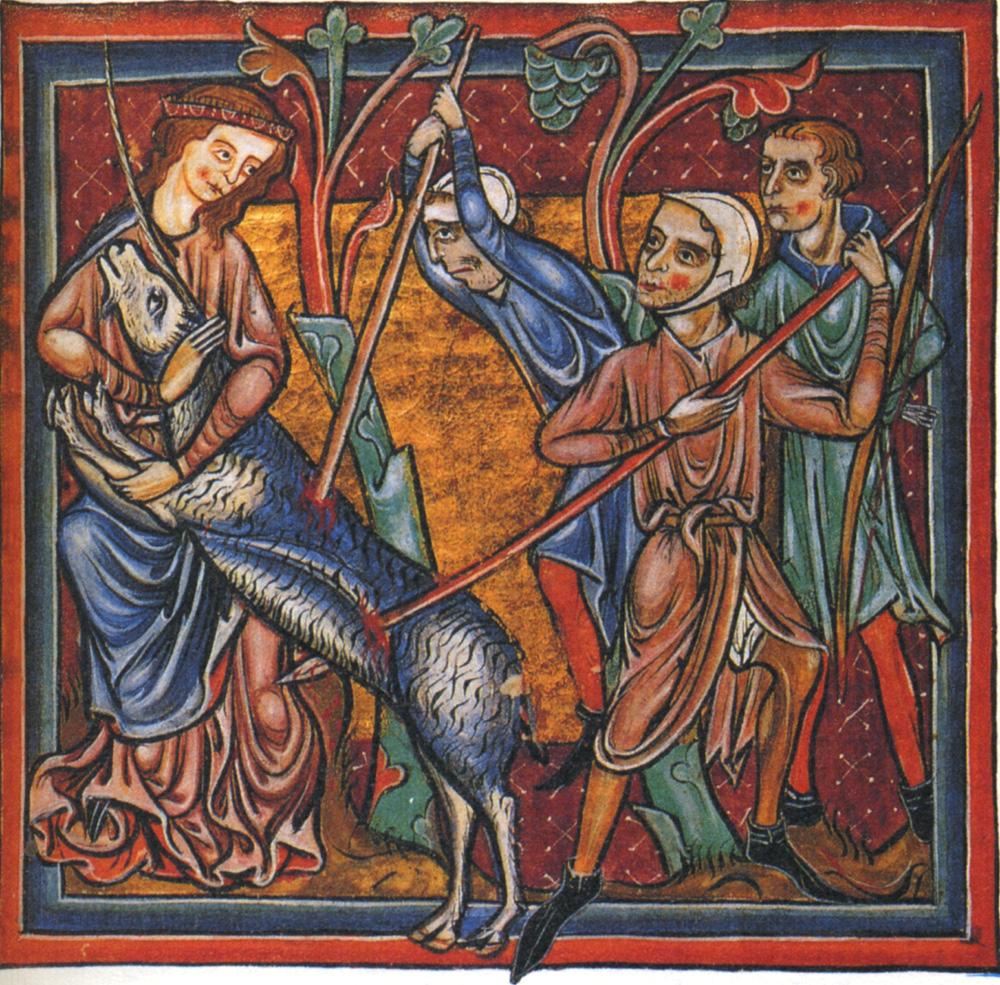
Chasse à la licorne extraite de le bestiaire d'Ashmole, au début du XIIIe siècle.
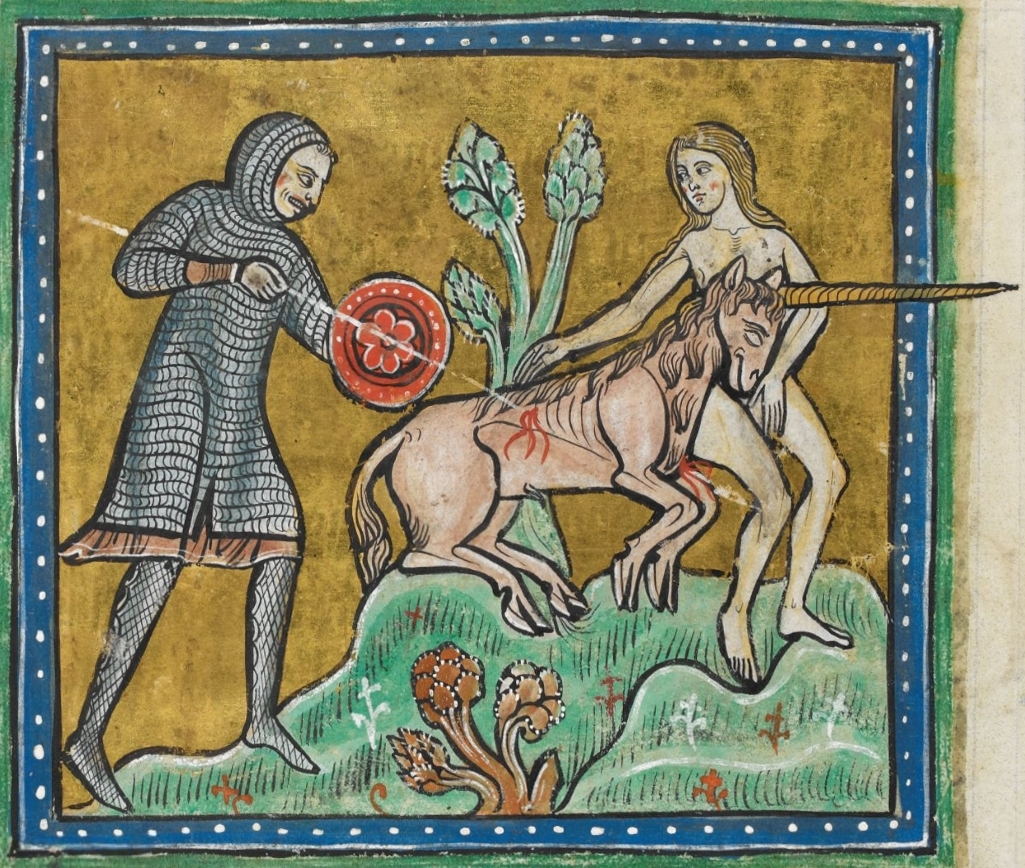
Chasse à la licorne extraite de le bestiaire de Rochester, XIIIe siècle.
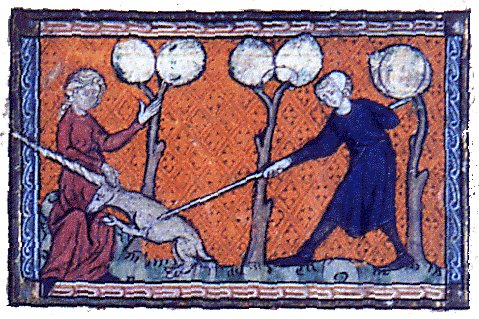
Licorne sur un bestiaire d’amour rimé de la fin du XIIIe siècle.

### Annonciations à la licorne

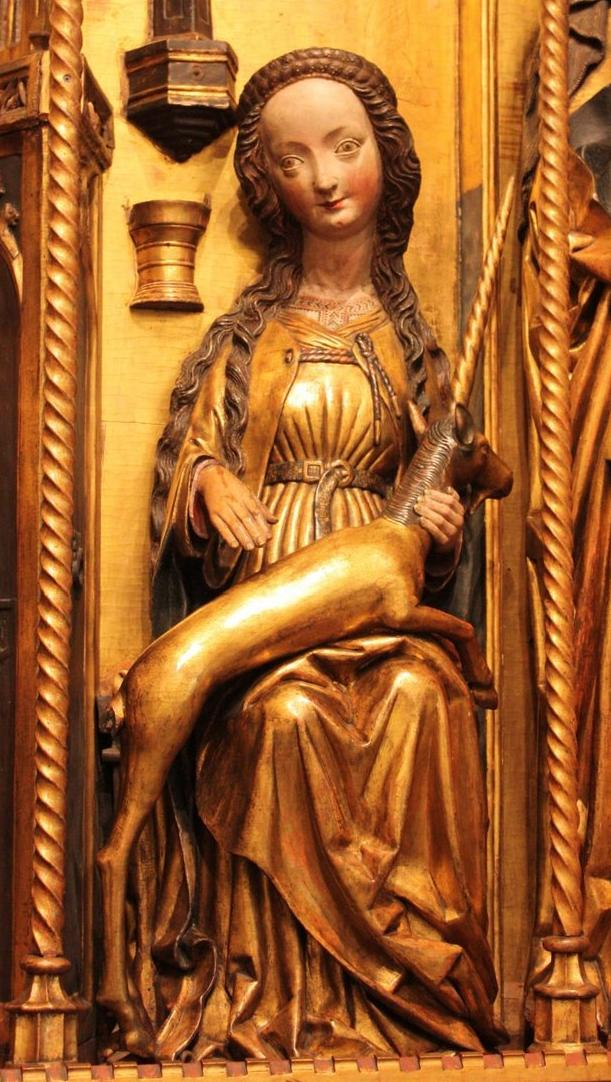
La vierge Marie tenant une licorne (c. 1480), détail, Varsovie.

La corne de la licorne capte l'énergie cosmique, et selon Francesca Yvonne Caroutch et le Dictionnaire des symboles, cette bête divine représente l'Esprit Saint fécondant la madone, l'incarnation du verbe de Dieu dans le sein de la Vierge Marie, dans les « Annonciations à la licorne »,.

### Hommes et femmes sauvages

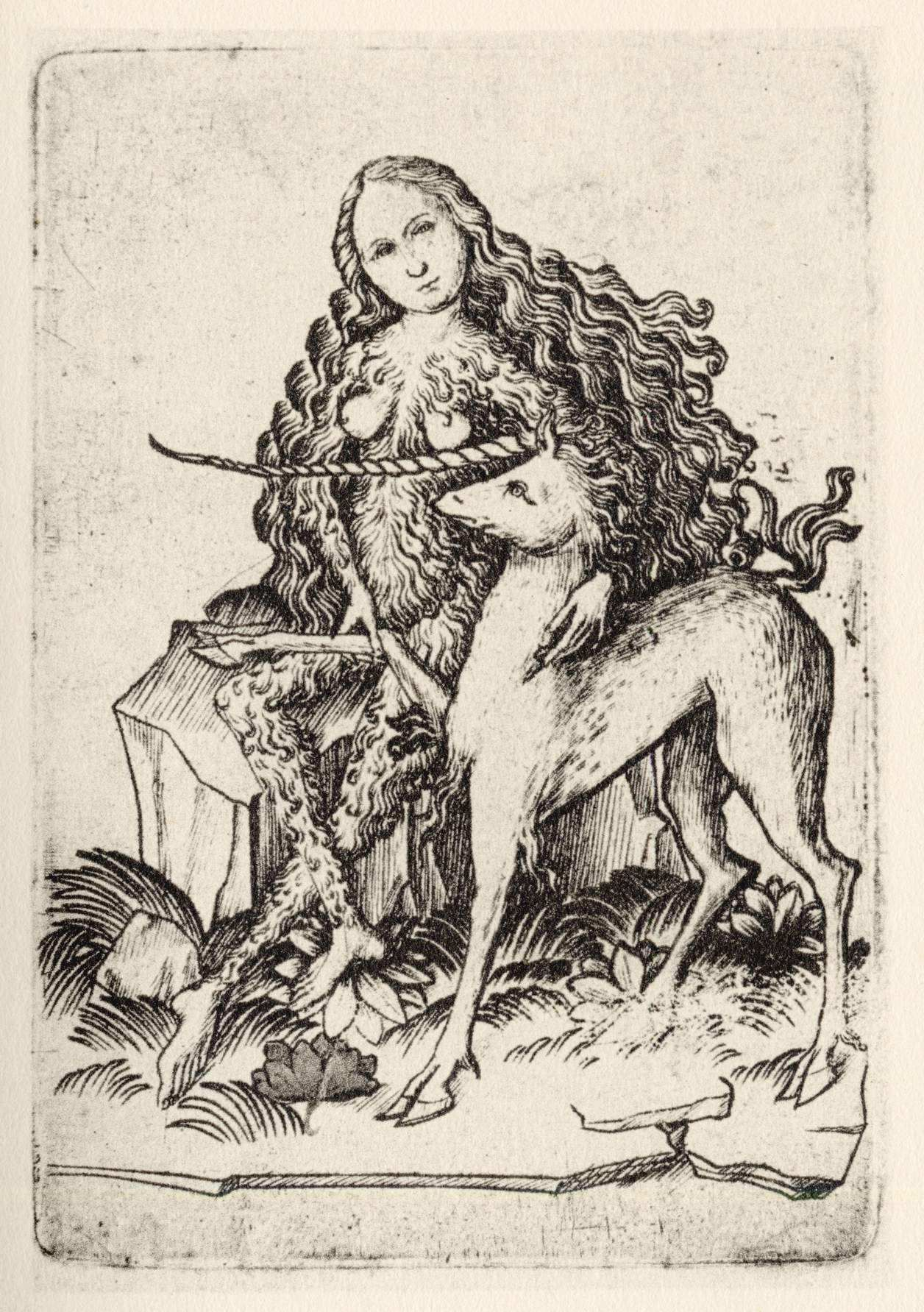
Master E. S, la reine des animaux, gravure créées en Allemagne vers 1465.

À partir du XVe siècle, les hommes et les femmes sauvages deviennent fréquents dans l'iconographie. La licorne est associée aux bêtes sauvages, parfois chevauchée par des sylvains.